# Yanxi, Chongqing
Yanxi (kinesiska: 沿溪) är en köping i sydvästra Kina. Den ligger i Shizhu härad i storstadsområdet Chongqing, omkring 170 kilometer nordost om det centrala stadsdistriktet Yuzhong. Antalet invånare är 13 159. Befolkningen består av 6 660 kvinnor och 6 499 män. Barn under 15 år utgör 25,0 %, vuxna 15-64 år 59 %, och äldre över 65 år 15,0 %.